# Pfaffendorf (Gemeinde Kammern)
Pfaffendorf ist ein Dorf in der Obersteiermark und
Ortschaft und Katastralgemeinde der Marktgemeinde Kammern im Liesingtal im Bezirk Leoben der Steiermark.

## Geographie
Der Ort befindet sich etwa 12½ Kilometer westlich von Leoben und ist 2 km östlich vom Gemeindehauptort Kammern entfernt. Er liegt inmitten des Liesingtals, rechts südlich der Liesing, auf um 640 m ü. A. Südlich passiert die Pyhrn Autobahn A 9.
Die Ortschaft umfasst knapp 20 Gebäude mit etwa 70 Einwohnern.

Die Ortschaft selbst umfasst keine weiteren Ortslagen, zur Katastralgemeinde gehören auch Liesingabwärts die Ortschaften Liesing und Wolfgruben sowie die linksufrigen Adressen von Mötschendorf. Das Katastralgebiet umfasst etwa 725 Hektar, und erstreckt sich an der Liesing von etwas unterhalb von Unterdorf bis zur Gemeindegrenze zwischen Mötschendorf und Timmersdorf, und südwärts in die Ostausläufer der Seckauer Tauern bis an Steineck (1297 m ü. A.), Lärchkogel und um die Antoniwand (1008 m ü. A.), das umfasst die Gräben des Kammersbachs, des Steineckbachs und Klammbachs, und des Mötschendorfer Brunnbachs.
Nachbarortschaften und -katastralgemeinden
|                                                                       | Seiz (O) (Liesing)                          | Mötschendorf (KG) ∗ Sparsbach (O)                    |
| Kammern im Liesingtal (O, KG Kammern) (Liesing) Kammern-Unterdorf (O) | Kompassrose, die auf Nachbargemeinden zeigt | (Liesing) Liesing (O) Timmersdorf (KG, Gem. Traboch) |
| Leims (KG)                                                            | Kaisersberg (KG, Gem. St. Stefan o.L.)      | Wolfgruben (O)                                       |

∗ der Ort Möschendorf liegt im Südosten, hinter Liesing
|  |

## Geschichte
Die Gemeinde Kammern wurde 1850 als selbständige Verwaltungseinheit begründet und umfasste dabei auch das Gebiet der Katastralgemeinde Pfaffendorf. Als Kammern im Liesingtal am 28. März 1874 während eines Sturms von einer Feuersbrunst verheert wurde, wurden brennende Holzschindeln bis nach Pfaffendorf getragen.

## Infrastruktur  und Sehenswürdigkeiten
Der Ort ist über die B 113 bei Seiz erreichbar, die Anschlussstelle der Pyhrn Autobahn A 9 ist Kammern. Nächste Haltestelle der Rudolfsbahn ist ebenfalls  Kammern.

## Nachweise
- 61106 – Kammern im Liesingtal. Gemeindedaten der Statistik Austria

1. ↑  Geschichte Kammern, Seite der Gemeinde Kammern im Liesingtal